# حارة السنينات الشرقية (صنعاء)
حارة السنينات الشرقية هي إحدى حارات حي معين بمديرية معين إحد مديريات العاصمة اليمنية صنعاء، بلغ تعداد سكانها 4540 نسمة حسب تعداد اليمن لعام 2004.